# آرمیتا عباسی
آرمیتا عباسی (زادهٔ ۱۳۸۰) از بازداشت‌شدگان خیزش ۱۴۰۱ ایران است. او در مهر ۱۴۰۱ بازداشت و پس از یک هفته شکنجه و تجاوز جنسی توسط نیروهای جمهوری اسلامی، به بیمارستان امام علی کرج منتقل و با مراجعهٔ والدینش، مجدداً از سوی نیروهای امنیتی ربوده شده و به مکان نامعلومی منتقل شد. او در ۱۸ بهمن ۱۴۰۱ از زندان آزاد شد.

## تاریخچه

### دستگیری
آرمیتا عباسی در ۲۶ مهر ۱۴۰۱ به‌دست نیروهای امنیتی جمهوری اسلامی به بیمارستان امام علی کرج منتقل شد. سپس از بیمارستان با خانواده وی تماس گرفته شده و خانواده وی اعلام داشتند که ۸ روز است که دخترشان ناپدید شده است. پیش از رسیدن خانواده آرمیتا به بیمارستان، نیروهای امنیتی او را از بیمارستان به مکانی نامعلوم منتقل می‌کنند.
در بیمارستان پس از معاینه اولیه توسط پزشکان شواهد بالینی شامل خونریزی داخلی، علایم تجاوز جنسی متعدد مقعدی مشاهده و ثبت شده است؛ اما نیروهای همراه وی اصرار می‌کردند که در گواهی پزشکی نوشته شود که تجاوزها پیش از دستگیری آرمیتا بوده است. رییس کل دادگستری استان البرز گزارش تجاوز به آرمیتا را تکذیب کرد اما سی‌ان‌ان در یک گزارش تحقیقی تجاوز جنسی به آرمیتا عباسی در زندان را تأیید کرده است.
پس از نگرانی شهروندان، از جمله برخی از شخصیت‌های هنری و ورزشی و احتمال اینکه آرمیتا نیز کشته شده باشد، رئیس دادگستری البرز با تأیید بازداشت وی، اعلام کرد که آرمیتا به دلیل مشکلات روده به بیمارستان اعزام شده و بعد از بیست و چهار ساعت مجدداً به زندان فردیس منتقل شده است و درمان تکمیلی برای وی در حال اجراست. او همچنین گفت که آرمیتا به دلیل اینکه دو نفر از بازداشت شده‌ها وی را عامل تحریک و شرکت در اعتراضات معرفی کرده‌اند، بازداشت شده است.
بر اساس برخی تحقیقات راستی‌آزمایی‌شده، حکومت جمهوری اسلامی از تعرض و تجاوز جنسی به‌عنوان یکی از ابزارهای سرکوب و برای تحت فشار گذاشتن، ناامیدکردن، اخاذی و دریافت حق‌سکوت از معترضان قربانی‌شده، استفاده می‌کند.
در بهمن ۱۴۰۱ محمد اسماعیل‌بیگی که موفق شده بود وکالت خود را از آرمیتا عباسی به تأیید دادگاه برساند به دلیل آنکه درخواست‌های ملاقاتش با آرمیتا عباسی عملی نشد، اعلام کرد که از پرونده او استعفا می‌دهد. او گفت با این شرایط امکان دفاع مطلوب از آرمیتا عباسی از او گرفته شده است. پس از او شهلا اروجی وکالت عباسی را عهده‌دار شد. او یک روز پس از برگزاری جلسه دادگاه عباسی در دادگاه انقلاب کرج اعلام کرد که در پروندهٔ موکلش، سه عنوان اتهامی «تبلیغ علیه نظام» و «اجتماع و تبانی به قصد ارتکاب جرم علیه امنیت ملی» و اتهام سومی که تا زمان صدور رأی دادگاه بدوی ترجیح می‌دهد راجع به آن صحبت نکند، مطرح هستند.

### آزادی
حمید عباسی پدر آرمیتا عباسی روز سه‌شنبه ۱۸ بهمن ابتدا در استوری حساب اینستاگرام خود از آزادی دخترش خبر داد. او همچنین یک ویدئو منتشر کرد که دخترش را در یک مکان عمومی مثل رستوران برای نخستین‌بار بعد از آزادی می‌بیند. در این ویدئوی کوتاه آرمیتا چندبار ابراز اضطراب می‌کند که «همه خبر دار شدند». پدر آرمیتا عباسی در حساب اینستاگرام خود نوشت: «دوران بسیار سختی رو تجربه کردیم اما الان بی‌اندازه خوشحالم.» پدر وی بدون ذکر چگونگی آزادی دخترش ضمن آرزوی آزادی دیگر بازداشت‌شدگان اعتراضات، نوشت: «به امید روزی که زندانی سیاسی نداشته باشیم.»